# José Francisco Barrundia y Cepeda
José Francisco Barrundia y Cepeda (Nueva Guatemala de la Asunción, 12 de mayo de 1787 – Nueva York, 4 de agosto de 1854) fue un político, presidente de la República Federal de Centroamérica y escritor guatemalteco.

## Biografía

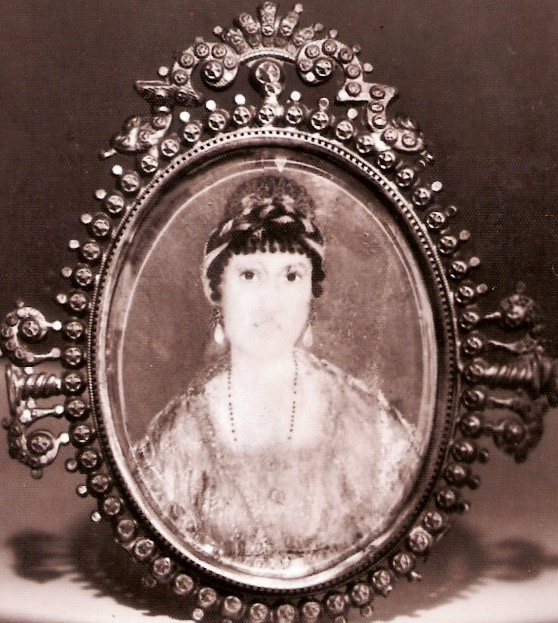
Retrato de Teresa Cepeda Chamorro de Barrundia, madre de Barrundia y Cepeda.

Barrundia era hijo de Martín Barrundia Iparraguirre y doña Teresa Cepeda Chamorro. Contrajo matrimonio con Antonia Flores, con quien procrearon un hijo. Hizo sus primeros estudios en el Colegio y Seminario Tridentino de Nuestra Señora de la Asunción, del cual egresó en 1802. Barrundia escogió la carrera militar y se inició como teniente en el batallón de fijo. Desde muy joven su carácter inquieto y su condición de criollo acomodado le hicieron partícipe de las ideas liberales proclives a la independencia.
Barrundia se encargó de la sección de variedades de El Editor Constitucional, que dirigía el Dr. Pedro Molina Mazariegos, en la cual publicó varios escritos en que se abogaba por la liberación política, por el progreso de la universidad y el bienestar de los indígenas.
En la noche del 14 de septiembre, enterados de la convocatoria del Capitán General Gabino Gaínza para tratar el asunto de la independencia, Molina y Barrundia -junto con otros criollos guatemaltecos- visitaron los barrios populares de la ciudad para invitar a la gente a concurrir el día siguiente a la plaza mayor. 

### Presidencia de la República Federal de Centroamérica

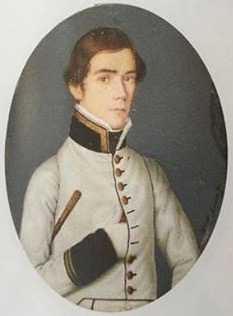
José Francisco Barrundia cuando era teniente del Regimiento (antes Batallón) Fijo de Infantería de los Reales Ejércitos en la Capitanía General de Guatemala.

En 1829 fue llamado a ejercer la presidencia de la República Federal de Centroamérica. Durante su administración tomaron preponderancia las ideas anticlericales para combatir a las órdenes regulares de la Iglesia Católica, principales miembros del partido conservador guatemalteco y se efectuaron elecciones en las que triunfó Francisco Morazán Quesada, de quien fue fiel partidario.
Otra importante labor de Barrundia fue su iniciativa para adoptar los códigos de Livingston -los cuales tradujo él mismo-, que tantos problemas acarrearon al gobierno del doctor Mariano Gálvez, debido a que sustituían las antañonas leyes penales de la colonia, por el moderno y revolucionario método de jurados a los que el pueblo centroamericano no estaba acostumbrado. Los códigos fueron promulgados solemnemente el 1 de enero de 1837.

### Lucha contra el gobierno de Mariano Gálvez

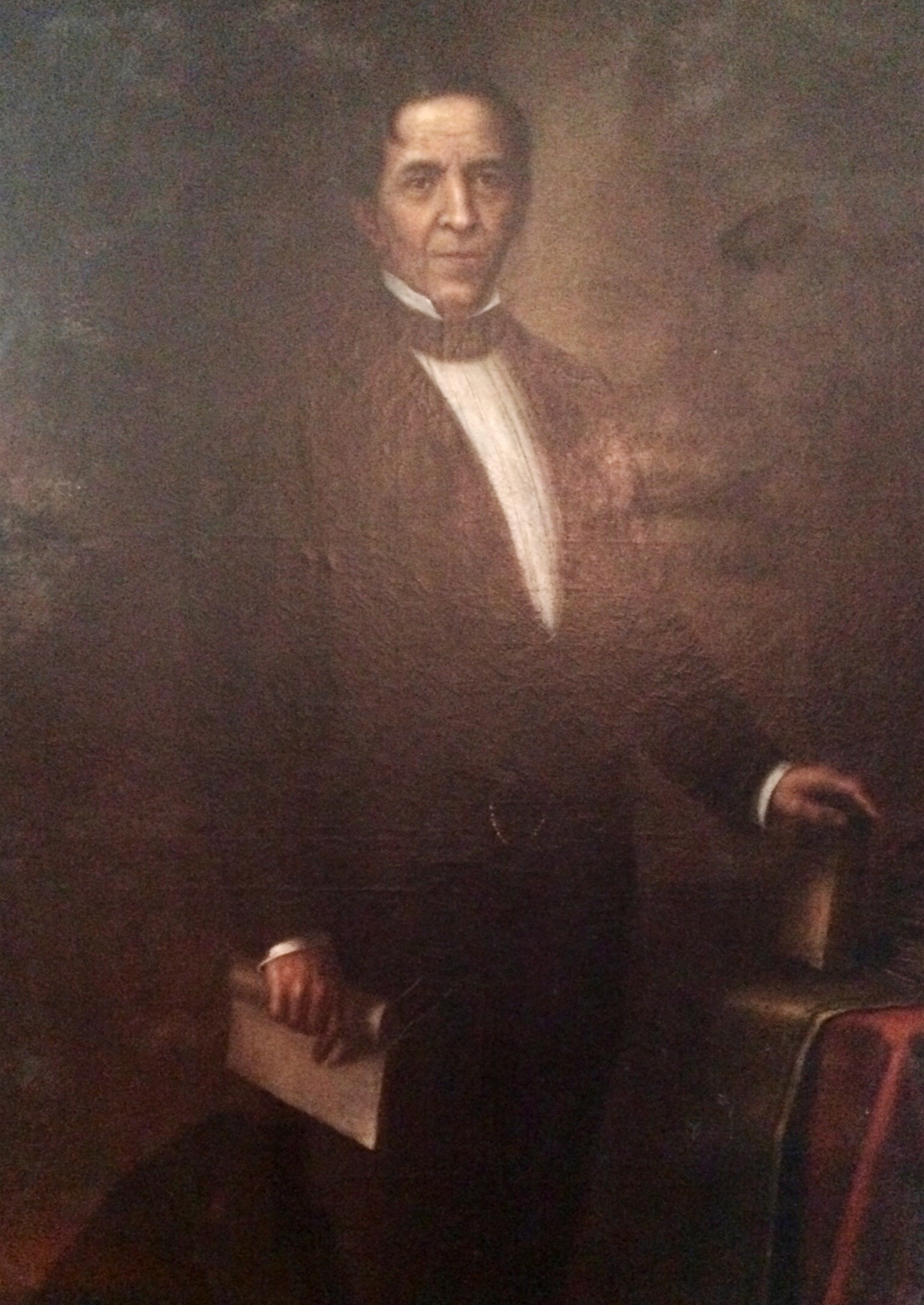
Doctor Mariano Gálvez durante su época de Jefe del Estado de Guatemala
Museo Nacional de Historia de Guatemala

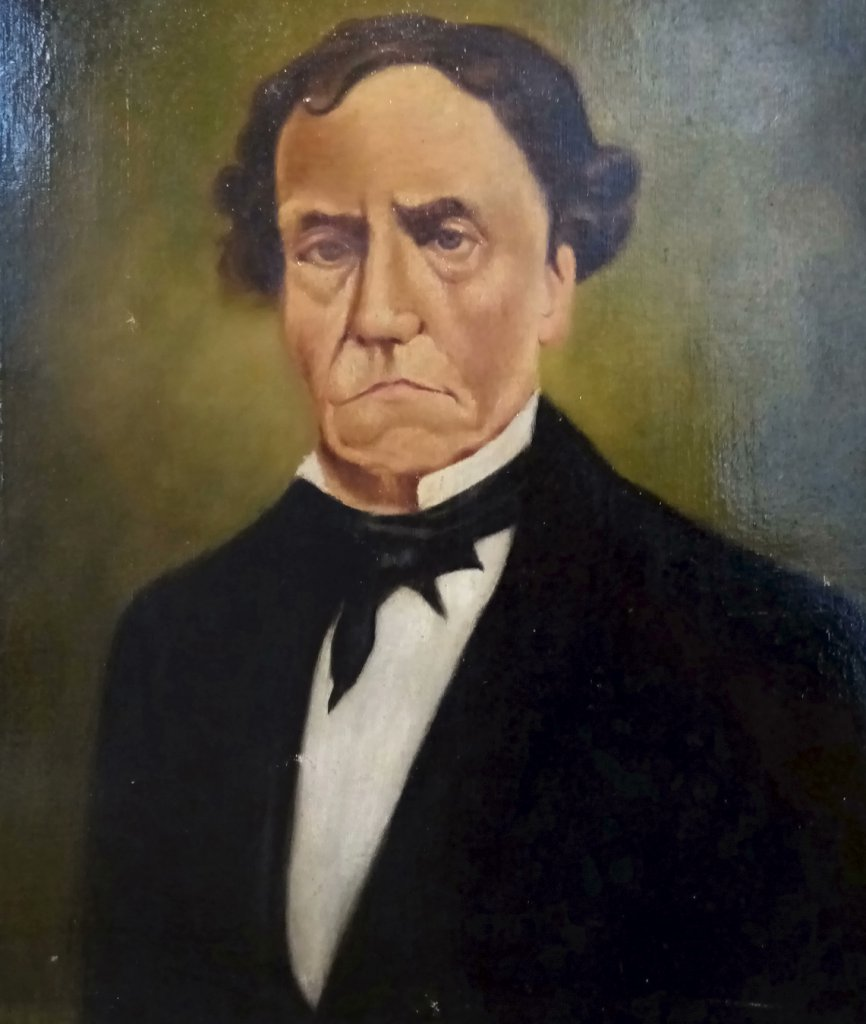
José Francisco Barrundia político, presidente de la República Federal de Centroamérica y escritor guatemalteco

En 1837 Rafael Carrera inició la lucha armada contra el régimen de Francisco Morazán, entonces presidente de las República Federal de Centroamérica; luchó contra quien gobernaba el Estado de Guatemala, liberal al igual que Francisco Morazán, el doctor José Mariano Gálvez. Carrera fue el máximo dirigente de las fuerzas insurgentes, entre las que se encontraban numerosos indígenas; la razón por la que contó con el apoyo de los indígenas fue que el 9 de junio de 1837, el Estado de Guatemala, había vuelto a implantar el tributo indígena que había sido suprimido desde tiempo colonial por la Cortes de Cádiz. Los insurgentes empezaron las hostilidades por medio de una guerra de guerrillas: atacando poblaciones sin dar oportunidad de tener encuentros con las tropas del gobierno. Al mismo tiempo, se propagaba la idea de los enemigos de Gálvez, que lo acusaba del envenenamiento de las aguas fluviales para propagar el cólera morbus a la población, cosa que no ocurría sino por el crecimiento poblacional y la poca capacidad de la estructura sanitaria de la ciudad.  Esta acusación favoreció a los objetivos de Carrera, poniendo a una gran parte de la población en contra de Mariano Gálvez y de los liberales en general.
La intransigencia de Barrundia en la defensa de sus ideas personales, su carácter vehemente y su arrogancia lo llevaron incluso a pactar con los enemigos de su causa -tal es el caso de su alianza con Rafael Carrera para derrocar el régimen liberal del doctor Gálvez- o, aún, sacar adelante leyes lesivas a Centroamérica, como sucedió con la aprobación del decreto del 21 de marzo de 1847 que proclamó, por moción de Barrundia, al Estado de Guatemala, una nación soberana, una república libre e independiente, rompiendo Guatemala en esta forma el pacto federal ya casi inexistente, en beneficio del sector conservador.
La lucha contra el gobierno liberal de Gálvez había tomado tintes de guerra santa, pues eran los párrocos del clero secular -quienes no habían sido expulsados del país- quienes arengaban a los campesinos a defender los derechos de la santa religión y a combatir a los ateos liberales; el propio Carrera había sido educado por el párroco de Mataquescuintla quien lo había instruido en la religión católica en los vejámenes que ésta sufría bajo el poder de los liberales.  Otro factor que influyó en la revuelta fueron las concesiones que dio el gobierno liberal de Francisco Morazán a los ingleses -a quienes llamaban "herejes" por su condición de protestantes; en Guatemala se les había dado Belice y la Haciendo San Jerónimo en Salamá -la cual era la propiedad más cara y rentable que los liberales habían decomisado a los dominicos en 1829; el contrabando de artículos ingleses provenientes de Belice había empobrecido a los artesanos guatemaltecos, quienes se unieron a la revuelta de Carrera. Los sacerdotes anunciaron a los nativos que Carrera era su ángel protector, que había descendido de los cielos para tomar venganza sobre los herejes, los liberales y los extranjeros y para restaurar su dominio antiguo. Idearon varios trucos para hacerles creer a los indios esta ilusión, los cuales fueron anunciados como milagros. Entre ellos, una carta fue lanzada desde el techo de una de las iglesias, en medio de una vasta congregación de indígenas. Esta carta supuestamente venía de la Virgen María, la cual comisionaba a Carrera a liderar una revuelta en contra el gobierno.
Para contrarrestar los violentos ataques de la guerrilla campesina, el gobernador del Estado de Guatemala Mariano Gálvez aprobó y luego alabó el uso de la política de tierra arrasada en contra de los pueblos alzados; esto motivó que varios de sus partidarios le aconsejaran que desistiera de esa táctica pues solamente contribuiría a incrementar la revuelta.  A principios de 1838, Barrundia y Cepeda, para entonces ya el jefe liberal de Guatemala se decepcionó de la gestión de Gálvez por sus atrocidades, y gestionó para llevar a la Ciudad de Guatemala a Carrera, para combatir al jefe de Estado. Para ese año, la situación en Guatemala era insostenible: la economía se encontraba paralizada por la poca seguridad de los caminos y se llegó al punto en que los liberales negociaban con Carrera para poner fin a este enfrentamiento aunque era inevitable. Gálvez sale del ejercicio del poder el 31 de enero de 1838 ante el "Ejército de los Pueblos" al mando de Rafael Carrera que inició la penetración en la ciudad de Guatemala con un ejército de entre diez mil a doce mil hombres, luego del acuerdo a que llegó Carrera con Barrundia y Cepeda.
Las tropas victoriosas de Carrera, al grito de "¡Viva la religión!" y "¡Fuera los herejes extranjeros!" y constituidas principalmente por campesinos pobremente armados, tomaron la Ciudad de Guatemala y se dedicaron al pillaje y a destruir los edificios del gobierno liberal, incluyendo el Palacio Arzobispal, que era en donde residía Gálvez y la casa del presentante inglés William Hall.  Para detener a la turba, Carrera pidió al decano de la Catedral, Antonio Larrazábal, que abriera las puertas del edificio, que habían permanecido cerradas desde 1829; Larrazabal se opuso terminantemente diciendo que al sagrado recinto no ingresaba chusma y mucho menos armada; Carrera entonces le colocó un cuchillo en el cuello y volvió a pedirle que por favor abriera las puertas.  Larrazábal dio órdenes para que abrieran el recinto, y la turba lo invadió pero lo respetó y así se calmó el ánimo de la milicia.
El 2 de marzo de 1838 fue aceptada por unanimidad en la Asamblea la ausencia del poder del doctor Gálvez, y se iniciaría un período de incertidumbre en el Estado de Guatemala, del que el gran beneficiado sería Rafael Carrera, aunque primero sufriría algunas derrotas. Al caer el gobierno de Gálvez, los representantes criollos de Los Altos aprovecharon para separarse del Estado de Guatemala.  El gobernador Valenzuela no pudo hacer nada al respecto, y el congreso de la Federación Centroamericana reconoció al Sexto Estado el 5 de junio de 1838 con una junta de gobierno provisional compuesta por Marcelo Molina Mata, José M. Gálvez y José Antonio Aguilar, mientras que el general mexicano Agustín Guzmán - antiguo oficial del ejército de Vicente Filísola que se había radicado en Quetzaltenango- quedó al mando del ejército del Estado. En diciembre de 1838, Molina Matta fue elegido como Gobernador del Estado de Los Altos, y de inmediato empezó a trabajar en el desarrollo del puerto en el Pacífico y en mejorar las relaciones con el gobierno federal en San Salvador.  Los indígenas de Occidente, por su parte, acudieron a la ciudad de Guatemala a quejarse de los líderes altenses ladinos, en especial del Jefe Político de Totonicapán, Macario Rodas, y el Comandante Militar, Agustín Guzmán, quienes les habían impuesto cargas fiscales extraordinarias, no habían derogado el impuesto personal impuesto por el gobierno de Gálvez y habían arrebatado gran parte de sus tierras ejidales. En represalia, las autoridades altenses encarcelaron a los quejosos.  Por su parte, tras el triunfo de Rafael Carrera, Barrundia emigró hacia el Estado de Los Altos, donde fundó con Simón Vasconcelos, Felipe Molina y Manuel Irungaray, el periódico El popular, en el que atacó a los conservadores, al nuevo gobierno al mismo Carrera
Para cuando Morazán arribó a la Ciudad de Guatemala, Gálvez ya había abandonado la jefatura del estado. El grupo en el poder le otorgó plenos poderes para enfrentar a Rafael Carrera, asimismo le ofrecieron la presidencia vitalicia, pero Morazán rechazó esta oferta, porque ello estaba en contra de sus principios liberales. Luego Morazán hizo un llamado a Carrera a deponer las armas, pero el líder rebelde se opuso. Carrera fue derrotado y perseguido por Morazán en varias ocasiones, logrando así pacificar el estado. Pero el general nunca pudo apresar al líder indígena, ya que este simplemente se retiraba a las montañas y regresaba para ocupar las posiciones clave tan pronto como las tropas de Morazán salían del estado de Guatemala.
Gálvez no había renunciado, y se mantuvo en su casa de la ciudad de Guatemala, desde donde veía cómo todos sus esfuerzo se iban derrumbando. Legalmente él era el jefe de Estado, y Valenzuela sólo era presidente interino en su ausencia. Cuando la situación estaba fuera de control para los liberales, Gálvez finalmente renunció. Su actividad contra Carrera y las severas amenazas recibidas hicieron que Barrundia se exilara en El Salvador, donde fundó el periódico El Progreso, de corta duración.

### Golpe de Estado de 1839

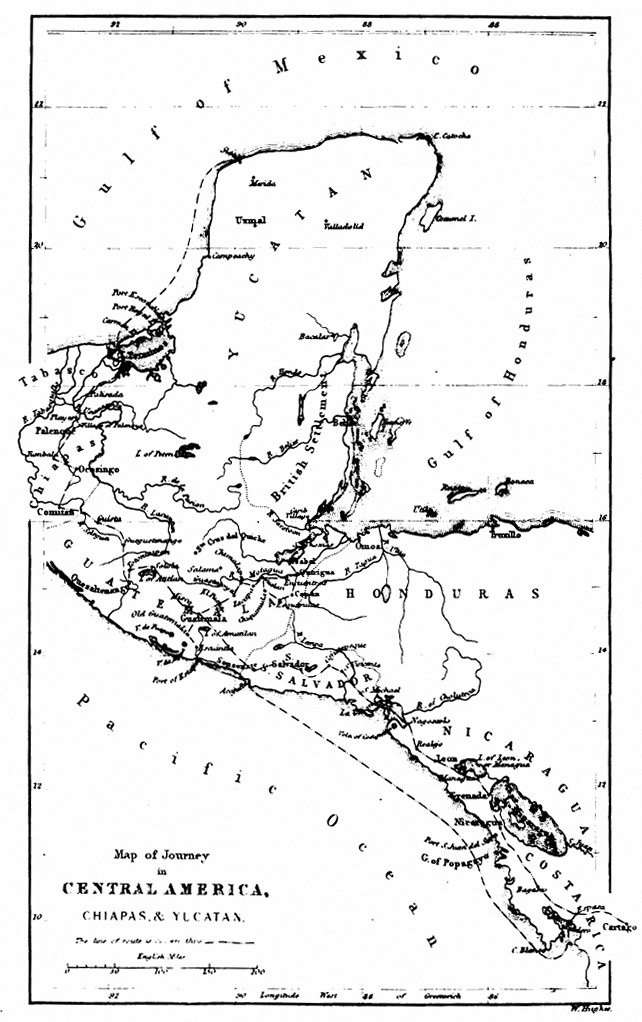
Mapa de Guatemala en 1839. Obsérvese las fronteras no delimitidas con México en Yucatán y Chiapas, y que Belice todavía era un asentamiento inglés.

El 14 de abril de 1838 los conservadores perdieron el poder del Estado de Guatemala, y Carrera fue confinado a las serranías de Mita. Todo se inició con la incursión de las fuerzas liberales de Morazán y de Barrundia y Cepeda, quienes ingresaron a Guatemala y al llegar a San Sur, ejecutaron a Pascual Álvarez, suegro de Carrera, y colocaron su cabeza en una pica para escarmentar a todos los seguidores de este.  Al saberlo, Carrera y su esposa Petrona, que habían salido a enfrentar a Morazán tan pronto como se enteraron de la invasión y se encontraban en Mataquescuintla, juraron que no perdonarían a Morazán ni en la tumba.  Tras enviar a varios emisarios, a quienes Carrera no quiso recibir -en especial a Barrundia a quien le informó que no lo recibía para no matarlo- Morazán inició un fuerte ofensiva de tierra arrasada, destruyendo a los pueblos estaban a su paso y despojándolos de su pocos bienes, y obligando a las fuerzas de Carrera a esconderse en las montañas.
Creyendo que Carrera estaba totalmente vencido, Morazán y Barrundia se dirigieron a la Ciudad de Guatemala en fueron recibidos como salvadores por el gobernador Valenzuela y los miembros del Clan Aycinena, quienes incluso propusieron patrocinar uno de los batallones liberales, mientras que Valenzuela y Barrundia pusieron a las órdenes de Morazán los recursos de Guatemala para solventar cualquier problema financiero que tuviera.  Los criollos de ambos partidos celebraron hasta el amanecer el hecho de que tuvieran al fin a un caudillo como Morazán, capaz de derrotar a la rebelión del campo.  Morazán utilizó los recursos para apoyar a Los Altos y luego sustituyó a Valenzuela por Mariano Rivera Paz, allegado al Clan Aycinena, aunque no le retornó a este los bienes confiscados en 1829; en venganza, Juan José de Aycinena y Piñol votó a favor de la disolución de la Federación Centroamericana en San Salvador un poco más tarde, obligando con ello a Morazán a regresar a El Salvador para luchar por su moribundo mandato federal.  En el camino, Morazán incrementó la represión en el oriente guatemalteco, como escarmiento por haber ayudado a Carrera, a quien consideraba vencido.
Sabiendo que Morazán se había ido a El Salvador, Carrera intentó tomar Salamá con la pequeña fuerza que aún le quedaba, pero fue derrotado, perdiendo a su hermano Laureano en el combate.  Con apenas unos cuantos hombres logró huir, malherido, hacia Sanarate.  Tras recuperarse a medias, atacó a un destacamento en Jutiapa y logró obtener un pequeño botín que le repartió a los voluntarios que lo acompañaban y se aprestó a atacar Petapa, cerca de la Ciudad de Guatemala, en donde triunfó, pero con considerables bajas.
En septiembre de ese año, Carrera intentó un asalto a la capital de Guatemala, pero el general liberal Carlos Salazar Castro lo derrotó en los campos de Villa Nueva, y Carrera tuvo que replegarse nuevamente al oriente del Estado.  Tras varios intentos infructuosos de tomar la ciudad y Quetzaltenango, Carrera fue cercado y herido y tuvo que capitular ante el general mexicano Agustín Guzmán, comandante en jefe del ejército del Estado de Los Altos.  Morazán tuvo la oportunidad de fusilar a Carrera, pero no pudo pues necesitaba del apoyo del campesinado guatemalteco para poder contrarrestar los ataques de Francisco Ferrera en El Salvador; en lugar de eso, se vio obligado a nombrarlo como jefe militar de Mita, pero sin armas.  Cuando estaba en Mita, Ferrera lo invitó para reunirse, a lo que accedió; sabiendo que Morazán iba a atacar El Salvador, decidieron que Carrera iba a atacar la Ciudad de Guatemala y para ello Ferrera le dio mil armas y municiones.
Entre tanto, a pesar de las recomendaciones de su allegados de aplastar definitivamente las fuerzas de Carrera, Salazar intentó negociar con este por la vía diplomática.  Incluso, para demostrar a Carrera que ni se le temía ni se le desconfiaba, retiró las fortificaciones que había en la capital guatemalteca desde la batalla de Villa Nueva. Aprovechando la buena fe de Salazar y las armas de Ferrera, el 13 de abril de 1839 Carrera tomó por sorpresa la plaza de Guatemala; Salazar Castro, Barrundia y Mariano Gálvez huyeron antes de la llegada de Carrera; Salazar, en camisa de dormir, saltó por los tejados de las casas vecinas y buscó refugio.  Después, como pudo, ganó la frontera disfrazado de campesino y huyó de Guatemala.  Ya sin Salazar, Carrera restituyó a Mariano Rivera y Paz, como gobernador de Guatemala; Rivera Paz a su vez lo nombró general en jefe del Ejército aunque en realidad era Carrera quien tenía el mando absoluto en Guatemala y se constituyó en un fuerte aliado de Ferrera.

### Exilio forzado de Carrera y su retorno triunfal a Guatemala

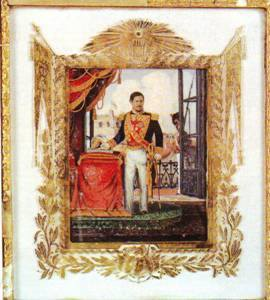
Retrato del capitán general Rafael Carrera en celebración de la fundación de la República de Guatemala en 1847.

Tras el alzamiento de rebeldes en el oriente guatemalteco y por la presión de los liberales, Carrera renunció a la presidencia de Guatemala, partiendo junto con su familia a México en 1848; en su ausencia, la Asamblea Legislativa, ahora en poder de los liberales, dictó una disposición por la que se le declaraba fuera de la ley que debía aplicársele la pena de muerte si osaba regresar al país.
El 26 de agosto de 1848, durante la breve ausencia de Carrera del poder central, y aprovechando que Mariano Paredes había sido llamado a Guatemala para hacerse cargo de la situación tras la renuncia de Martínez y del sucesor de este José Bernardo Escobar, los capitulares quetzaltecos, con el apoyo del Presidente de El Salvador, Doroteo Vasconcelos, y de la facción anticarrerista de Vicente y Serapio Cruz, proclamaron, una vez más, su segregación de Guatemala con el general mexicano Agustín Guzmán como jefe del ejército y presidente interino; el 5 de septiembre, eligieron un gobierno interino dirigido por Fernando Antonio Martínez.
Guatemala entró en una profunda crisis:  había crímenes políticos de importantes personalidades y bandoleros sueltos por todo el país; el gobierno dictaba leyes, pero nadie las cumplía.  El expresidente Mariano Rivera Paz y el general Vicente Cruz, hermano de Serapio Cruz fueron asesinados cuando intentaron tomar posesión del cargo de corregidor de Jalapa en 1849. A fines de abril, Carrera regresó a Guatemala por la frontera de Huehuetenango, a pesar de la insistencia de Petrona para que no lo hiciera, ya que ella sabía que lo perdería de una u otra forma: ya fuera que lo mataran en combate o, si sobrevivía, quedaría en brazos de sus amantes. Dejando a su familia en México, Carrera ingresó a Guatemala y conferenció con los líderes de las etnias k'iche', q'anjobal, y mam convenciéndoles de que debían unirse entre todas para defenderse.  Carrera formó, inadvertidamente, una conciencia indígena en el occidente del país, la cual constituyó la base de su poder militar en el área.
El gobierno de Paredes nombró al mayor José Víctor Zavala como corregidor de Suchitepéquez para detener a Carrera; pero Zavala, en vez de detener a Carrera, se puso a sus órdenes.  Agustín Guzmán, líder del recién formado Estado independiente de Los Altos, se dirigió a Antigua Guatemala para conferenciar con enviados de Paredes y decidir qué estrategia usar contra Carrera; Carrera, por su parte, aprovechó la ausencia de Guzmán para apoderarse de Quetzaltenango, pues ya contaba con el apoyo militar de Zavala en Suchitepéquez.
Al saber la noticia, y al enterarse del masivo apoyo de las diferentes etnias indígenas al general Carrera, el presidente Mariano Paredes, tras mucho deliberar con liberales y conservadores, finalmente siguió el consejo del conservador Luis Batres Juarros, quien le hizo ver que combatir a Carrera era abrir un frente en el occidente del país, y dispuso revocar la pena de muerte sobre Carrera y nombrarlo comandante general de las Armas, con autorización para atender a la pacificación de los pueblos conmovidos en el oriente del país, y para dirigir las operaciones militares de la manera que lo creyere conveniente. Paredes y Juarros tenían presente también la Guerra de Castas que estaba enfrentando a los nativos contra los criollos en Yucatán. Ante este decreto, los principales líderes liberales huyeron hacia El Salvador, donde les dio asilo el presidente Doroteo Vasconcelos; entre quienes huyeron estaban José Francisco Barrundia y el doctor Lorenzo Montúfar.  En Guatemala quedó el doctor Pedro Molina, de edad ya muy avanzada para emprender semejante viaje. Finalmente, Carrera entró triunfalmente en la Ciudad de Guatemala el 8 de agosto de 1849.

### Batalla de la Arada
Desde El Salvador, Barrundia y Cepeda fundó un periódico para atacar a Carrera. Vasconcelos alimentó, durante todo un año a la facción rebelde «La Montaña», en el oriente de Guatemala distribuyendo dinero y armas entre los sublevados. A fines del año de 1850, Vasconcelos se sintió cansado de esta guerra lenta contra Guatemala y decidió obrar abiertamente. Así las cosas, el mandatario salvadoreño inició una cruzada contra el régimen conservador de Guatemala, invitando a participar en la alianza a Honduras y Nicaragua; pero de ambos gobiernos solo el hondureño presidido por Juan Lindo aceptó participar en la invasión.
Entre tanto, en Guatemala, donde se conocían perfectamente los planes de invasión en su contra, el presidente de Mariano Paredes tomó las previsiones necesarias para enfrentar la situación, mientras el arzobispo don Francisco de Paula García Peláez ordena en su arquidiócesis rogativas de paz.
El 4 de enero de 1851 se reunieron en Ocotepeque los presidentes de Honduras y El Salvador, con la cual quedó sellada la alianza en contra de Guatemala. El ejército salvadoreño se componía de 4000 hombres perfectamente municionados y con apoyo de artillería; los hondureños por su parte, aprestaron 2000 hombres para la campaña. El grueso de las fuerzas aliadas se situó en Metapán, por ser esta una ubicación próxima a Honduras y a la frontera guatemalteca.
La «batalla de la Arada» se libró el 2 de febrero de 1851 cerca de la ciudad de Chiquimula en Guatemala, entre las fuerzas de Guatemala y un ejército aliado de Honduras y El Salvador. La batalla formó parte de la guerra entre el gobierno conservador de Guatemala contra la coalición liberal de El Salvador y Honduras, y fue la amenaza más patente para Guatemala de perder su soberanía como República. El combate se resolvió con una contundente victoria de las fuerzas de Carrera, que selló definitivamente su hegemonía en la región.
Tras la batalla, el 22 de octubre de 1851 renunció el presidente Paredes; la Asamblea Nacional nombró a Carrera para que lo sustituyera, y tomó posesión de la Presidencia el 6 de noviembre de 1851 tras haber solicitado a los representantes que modificasen la Constitución de la República a su conveniencia.

## Fallecimiento
Barrundia y Cepeda murió en Nueva York, Estados Unidos, el 4 de agosto de 1854, cuando fungía como Ministro Plenipotenciario de Honduras en los Estados Unidos. Sus restos fueron repatriados a Guatemala en 1913 por orden del entonces presidente liberal de Guatemala, licenciado Manuel Estrada Cabrera, y sepultados en un monumento en la puerta de egreso del Cementerio General de la Ciudad de Guatemala.

## Obras literarias
Tradujo al castellano El paraíso perdido, de John Milton, en 1811, así como varias obras de clásicos italianos. Periodista de mucha habilidad, escribió profusamente en El Editor Constitucional, y después en El genio de la libertad. Fundó el periódico La tribuna, cuyo primer número fue publicado en 23 de agosto de 1823.  Posteriormente, cuando asumió la presidencia del Estado de Guatemala, hizo editar La antorcha centroamericana, que apareció el 7 de febrero de 1829.
En abril de 1833, Barrundia editó un nuevo periódico, El centroamericano, semanario político y de variedades; el 1°. de septiembre de 1837, Barrundia publicó el semanario La oposición, desde el cual atacó al gobierno del doctor Gálvez.